# Gornja Bistra
Gornja Bistra – wieś w Chorwacji, w żupanii zagrzebskiej, w gminie Bistra. W 2011 roku liczyła 1836 mieszkańców.